# Ковтуново (Шосткинский район)

Ковтуново (укр. Ковтунове) — село,
Ковтуновский сельский совет,
Шосткинский район,
Сумская область,
Украина.
Код КОАТУУ — 5925383501. Население по переписи 2001 года составляло 491 человек.
Является административным центром Ковтуновского сельского совета, в который, кроме того, входят сёла
Богданка и
Черные Лозы.

## Географическое положение
Село Ковтуново находится на расстоянии в 2,5 км от города Шостка.

## История
- Село Ковтуново известно с XIX века.

## Экономика
- «Весна», агрофирма, ООО.

## Объекты социальной сферы
- Дом культуры.
- Школа

## Достопримечательности
- Братская могила советских воинов.